# نبيل يارو
نبيل يارو هو لاعب كرة قدم بنيني في مركز الدفاع، ولد في 16 يونيو 1993 في باراكو في بنين. لعب مع ASPAC FC ‏.